# スープ入り焼きそば
スープ入り焼きそば（スープいりやきそば、スープ入焼そばとも）は、栃木県那須塩原市の塩原温泉郷で提供されているご当地焼きそば。

## 概要

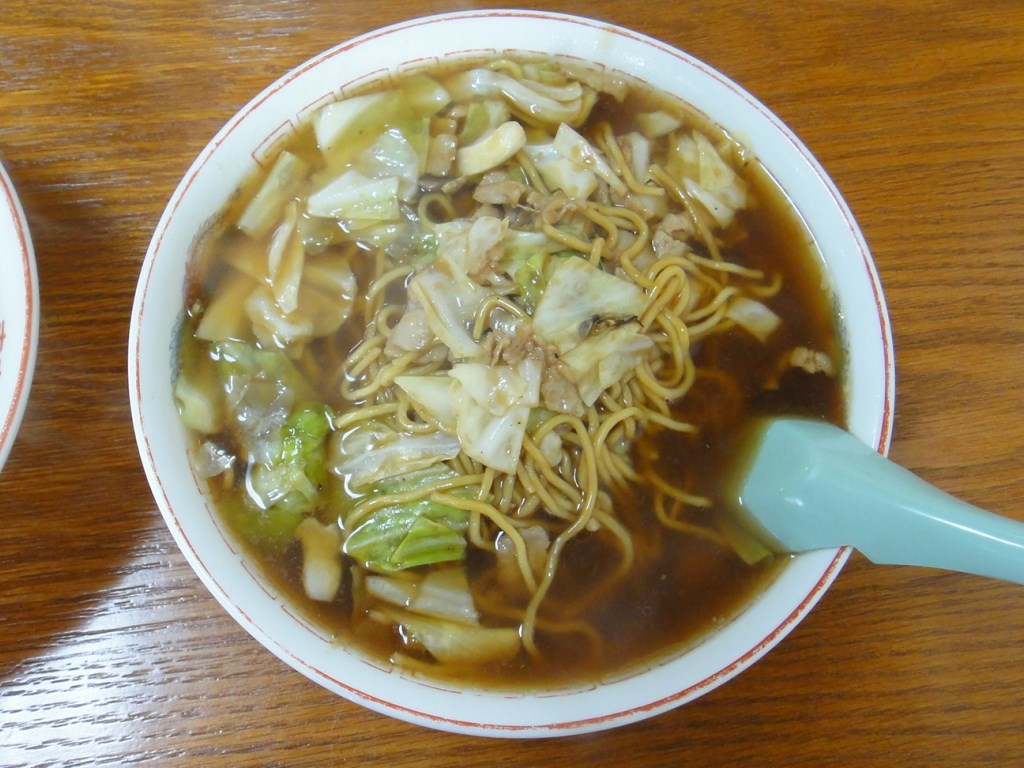
スープ入り焼きそば（こばや食堂）

ウスター系のソースで炒めた焼きそばの麺に、キャベツなどの野菜を煮込み鶏がらや醤油などで味付けしたスープをかけた麺料理。見た目はラーメンに類似するが、内容は焼きそばであり、その味付けは焼きそばの風味がするものとなっている。食べているうちに、焼きそばのソースが醤油味のスープに溶け込み、味が変わる。
塩原温泉郷のご当地グルメとして、複数の店舗で提供されている。塩釜温泉付近の「釜彦食堂」と古町温泉付近の「こばや食堂」の2店舗がそれぞれ元祖を主張しているが、両店舗で具や麺や味付けに多少の差異があり、異なる由来を主張している。
釜彦食堂のスープ入焼そばは、出前で焼きそばとラーメンのスープを運ぶとき一緒にすれば汁がこぼれにくいという発想が元になったもので、同店によれば3年の開発期間を経て考案し1955年（昭和30年）頃から提供しているものとされ、「元祖」を主張している。具は野菜と鶏肉で、全体的には香辛料の風味が強いものとなっている。
一方、こばや食堂のスープ入り焼きそばは、かつて存在した「新生食堂」という食堂の裏メニューがルーツとされ、その主人から直接教わったものであると主張している。麺にはラーメンのものを使用し、具にはキャベツと豚肉を用い、ウスターソースの味が強い。最後に酢を加えるのが食通の食べ方とされる。
扱う店舗数こそ多くないが、その珍しさや斬新さを評価されて、旅行ガイドブックやテレビ番組で塩原温泉郷の名物料理やご当地グルメとして紹介されることもあり、土産物として商品化もされている。

## その他のスープ入り焼きそば
まるか食品から「ペヤングスープやきそば」という商品名で、インスタントのカップ焼きそばが商品化されており、パッケージには「スープ入りやきそば」の表記がある。ウスター系のソースを用いるスープに浸かった焼きそば、という点は塩原温泉郷のスープ入り焼きそばと共通だが、関連性は明記されていない。
また青森県には、同様に焼きそばにスープを入れるご当地グルメがあり、「つゆ焼きそば」（黒石つゆ焼きそば）と呼ばれている。青森県のつゆ焼きそばは1960年前後（昭和30年代）の発祥とも言われるが、起源については諸説がある。